# Лаосско-таиландские отношения
Лаосско-таиландские отношения — двусторонние дипломатические отношения между Лаосом и Таиландом. Протяжённость государственной границы между странами составляет 1845 км.

## История
Эти страны связывает давняя история двусторонних отношений. В XV веке были контакты между государствами предшественниками Лансангом и Аютией. До начала XVIII века Лансанг включал в себя территории северо-востока современного Таиланда, жители этой территории разговаривают на исанском языке (одном из диалектов лаосского языка. В 1950 году были установлены дипломатические отношения между современными государствами, но трансграничное сотрудничество началось только в конце Холодной войны. В 1980 году произошло вооружённое столкновение между пограничными катерами этих стран на реке Меконг. В 1984 и 1987 году произошли уже более серьёзные военные столкновения в провинции Сайнябули к западу от Меконга. Причиной конфликтов стали споры насчёт принадлежности лесных ресурсов.
В 1988 году таиландский премьер-министр Чатчай Чунхаван кардинально изменил политику в отношении Лаоса и стал развивать торговые отношения с этой страной. В 1989 году президент Лаосской Народно-Демократической Республики Кейсон Фомвихан с официальным визитом посетил Бангкок. В марте 1990 года Лаос посетила принцесса Таиланда Маха Чакри Сириндхорн, а в июне 1992 года таиландский кронпринц Маха Вачиралонгкорн прибыл во Вьентьян. В 1990-х годах два проблемных момента замедлили развитие лаосско-таиландских отношений: большое количество эмигрантов и беженцев прибывающих в Таиланд, а также то, что на территории Таиланда стали размещать свои тренировочные лагеря радикальные представители народов лао и хмонги. В июле 1992 года Таиланд объявил, что лаосские беженцы которые не вернутся домой или не найдут новое место жительства в третьих странах — в 1995 году будут классифицироваться как нелегальные иммигранты и депортированы в Лаос. В декабре 2009 года таиландские солдаты выселили более 4000 хмонгов и насильно репатриировали в Лаос. Эти действия подверглись критике со стороны Государственного департамента США и Хьюман Райтс Вотч.
Через пограничную реку Меконг в 1990-е — 2000-е годы были перекинуты три моста, соединившие Таиланд и Лаос. В 2008 году из Таиланда в Лаос была проложена первая в ЛНДР железная дорога (3,5 км по лаосской территории).

## Торговля
В 2012 году правительство Таиланда согласилось предоставить кредит Лаосу для реализации двух проектов. Первый кредит на сумму более 718 млн батов использовался для строительства 33 км автодороги из таиландской провинции Уттарадит в лаосскую провинцию Сайнябули. Второй кредит в размере более 84 млн батов пошёл на строительство аэропорта в Паксе в лаосской провинции Тямпасак. В октябре 2011 года правительство Лаоса предоставило 1,5 млн батов правительству Таиланда в качестве солидарности с жертвами наводнения в центральной части Таиланда.